# Beñat Achiary
Pour les articles homonymes, voir Achiary.
Beñat Achiary (Beñat Axiari en basque) est un parolier, chanteur, vocaliste, improvisateur,  musicien de jazz et de musique contemporaine, né en 1947 en Soule (Pyrénées-Atlantiques, France).

## Biographie
Beñat Achiary trouve son inspiration dans la langue du peuple basque et chez les poètes de tous horizons pour créer les textes de ses chansons. Il collabore en concert avec de nombreux musiciens de jazz, de musique traditionnelle et de musique contemporaine.
Directeur artistique du festival de jazz Errobiko Festibala d'Itxassou, il n'enseigne plus au conservatoire à rayonnement régional Maurice Ravel à Bayonne.

## Discographie
Sous son nom :
- Arranoa, 1989 (Ocora)
- Musiques basques d'aujourd'hui, 1991 (Silex)
- Leitza Larrea, 2000 (Agorila)
- The Seven Circles[2], 2004 (FMP)
- Lili Purprea, 2006 (Pias)

Collaborations :
- Kantuz, 1989 (RTM) avec Ulrich Gumpert / David Holmes
- AchiaryCarterHolmes, 1995 (Vand'oeuvre) avec  Kent Carter, David Holmes
- Ce n'est Pourtant, 1996 (L'Empreinte Digitale) avec Michel Doneda
- Temps Couché, 1998 (Victo) avec Michel Doneda et Kazue Sawai
- Goñi'ko Zalduna / Itzala, 1998 (Celia Records) avec Jean Schwarz
- Etage 34 With Beñat Achiary[3], 1999 (33REVPERMI) avec Étage 34
- Près Du Cœur Sauvage..., 2000 (Al Sur) avec Pedro Soler
- Voix Basques, 2001 (Virgin) avec Chouer Ama-Lur
- La Cité Invisible - Rencontre À Casablanca, 2003 (Nord Sud) avec  Inés Bacán, Majid Bekkas, Pedro Soler, Ramón López
- Hors ciel, 2004 (Amor Fati) avec  Didier Lasserre
- Célébration Du Contre-Jour, 2005 (Siganture) avec  Henry Fourès et Carlo Rizzo
- Avril, 2007 (Daqui) avec  Ramon Lopez et Philippe De Ezcurra
- Larrosa Salbaiak, 2008 (Agorila) avec Michel Queuille et Julen Axiari
- Le Peuple Des Falaises, 2009 (Amor Fati) avec le Quatuor Cassini
- Panji, 2010 (Setola Di Maiale) avec  Gianni Lenoci, Carlos Zingaro, Joëlle Léandre, Marcello Magliocchi
- Géographie Utopique, 2011 (Le Châtaignier Bleu) avec Jean-Yves Bosseur, Quatuor Cassini, Benjamin Bondonneau, Sébastien Betbeder
- Pré[4], avec Sakya
- Acértate Más, 2015 (Buda Musique) avec Philippe de Ezcurra et Ramón López
- Arbrasson, 2016 (Signature) avec Patricia Chatelain et José Le Piez
- Bas(h)oan,  2017 (Elkar) avec Joseba Irazoki et Julen Achiary